# Maik Taylor
Maik Stefan Taylor (Hildesheim, 4 settembre 1971) è un ex calciatore nordirlandese, di ruolo portiere.

## Carriera

### Club
Maik Taylor, dopo aver militato con alcune squadre a livello di giovanili, passò al Farnborough Town, dove vinse da titolare la Lega semi-professionistica nella stagione 1992-1993. Dopo questa vittoria, nel 1995 fu acquistato dal Barnet, e l'anno successivo approdò al Southampton. Le prestazioni con queste squadre suscitarono l'interesse del Fulham, che lo acquistò nel 1997 per 800 000 sterline. Nella prima stagione al Fulham vinse la Second Division, e nel 2001 la First Division, contribuendo così alla promozione della squadra in Premier League. Dopo l'acquisto di Edwin van der Sar divenne il secondo portiere della squadra, e così nel 2003 passò in prestito al Birmingham Cityche, che, date le buone prestazioni, lo riscattò. In quest'ultima squadra militò per sette stagioni, gli ultimi dei quali da secondo portiere alle spalle prima di Joe Hart e poi di Ben Foster. Nella stagione 2010-2011 vinse la Carling Cup. Dopo questa vittoria, rimasto svincolato, accettò l'offerta del Leeds, col quale però non riuscì a disputare nessuna gara. Nel marzo 2012 passò in prestito al Millwall, la cui società gli rinnovò il contratto anche per la stagione successiva. Il 1º luglio 2013 gli scadde il contratto, e all'atà di 41 anni decise di ritirarsi dal calcio giocato.

### Nazionale
L'ultima partita giocata da Taylor con la nazionale fu contro l'Italia l'11 ottobre 2011.

### Dopo il ritiro
Ricevuta la licenza di allenatore, diventa preparatore dei portieri della sua Nazionale. Curiosamente, dopo l'infortunio subito da Roy Carroll, all'età di 43 anni, il 13 giugno 2015 viene convocato come terzo portiere per la partita contro la Romania, in una partita valida per le qualificazioni a Euro 2016.

## Statistiche

### Cronologia presenze e reti in nazionale
| Cronologia completa delle presenze e delle reti in nazionale ― Irlanda del Nord | Cronologia completa delle presenze e delle reti in nazionale ― Irlanda del Nord | Cronologia completa delle presenze e delle reti in nazionale ― Irlanda del Nord | Cronologia completa delle presenze e delle reti in nazionale ― Irlanda del Nord | Cronologia completa delle presenze e delle reti in nazionale ― Irlanda del Nord | Cronologia completa delle presenze e delle reti in nazionale ― Irlanda del Nord | Cronologia completa delle presenze e delle reti in nazionale ― Irlanda del Nord | Cronologia completa delle presenze e delle reti in nazionale ― Irlanda del Nord |
| Data                                                                            | Città                                                                           | In casa                                                                         | Risultato                                                                       | Ospiti                                                                          | Competizione                                                                    | Reti                                                                            | Note                                                                            |
| ------------------------------------------------------------------------------- | ------------------------------------------------------------------------------- | ------------------------------------------------------------------------------- | ------------------------------------------------------------------------------- | ------------------------------------------------------------------------------- | ------------------------------------------------------------------------------- | ------------------------------------------------------------------------------- | ------------------------------------------------------------------------------- |
| 27-3-1999                                                                       | Belfast                                                                         | Irlanda del Nord                                                                | 0 – 3                                                                           | Germania                                                                        | Qual. Euro 2000                                                                 | -3                                                                              |                                                                                 |
| 31-3-1999                                                                       | Chișinău                                                                        | Moldavia                                                                        | 0 – 0                                                                           | Irlanda del Nord                                                                | Qual. Euro 2000                                                                 | -                                                                               |                                                                                 |
| 27-4-1999                                                                       | Belfast                                                                         | Irlanda del Nord                                                                | 1 – 1                                                                           | Canada                                                                          | Amichevole                                                                      | -                                                                               | 46’                                                                             |
| 29-5-1999                                                                       | Dublino                                                                         | Irlanda                                                                         | 0 – 1                                                                           | Irlanda del Nord                                                                | Amichevole                                                                      | -                                                                               | 46’                                                                             |
| 18-8-1999                                                                       | Belfast                                                                         | Irlanda del Nord                                                                | 0 – 1                                                                           | Francia                                                                         | Amichevole                                                                      | -                                                                               | 46’                                                                             |
| 4-9-1999                                                                        | Belfast                                                                         | Irlanda del Nord                                                                | 0 – 3                                                                           | Turchia                                                                         | Qual. Euro 2000                                                                 | -3                                                                              |                                                                                 |
| 8-9-1999                                                                        | Dortmund                                                                        | Germania                                                                        | 4 – 0                                                                           | Irlanda del Nord                                                                | Qual. Euro 2000                                                                 | -4                                                                              |                                                                                 |
| 9-10-1999                                                                       | Helsinki                                                                        | Finlandia                                                                       | 4 – 1                                                                           | Irlanda del Nord                                                                | Qual. Euro 2000                                                                 | -4                                                                              |                                                                                 |
| 23-2-2000                                                                       | Lussemburgo                                                                     | Lussemburgo                                                                     | 1 – 3                                                                           | Irlanda del Nord                                                                | Amichevole                                                                      | -                                                                               | 75’                                                                             |
| 28-3-2000                                                                       | Ta' Qali                                                                        | Malta                                                                           | 0 – 3                                                                           | Irlanda del Nord                                                                | Amichevole                                                                      | -                                                                               | 86’                                                                             |
| 26-4-2000                                                                       | Belfast                                                                         | Irlanda del Nord                                                                | 0 – 1                                                                           | Ungheria                                                                        | Amichevole                                                                      | -1                                                                              |                                                                                 |
| 16-8-2000                                                                       | Belfast                                                                         | Irlanda del Nord                                                                | 1 – 2                                                                           | Jugoslavia                                                                      | Amichevole                                                                      | -2                                                                              |                                                                                 |
| 28-2-2001                                                                       | Belfast                                                                         | Irlanda del Nord                                                                | 0 – 4                                                                           | Norvegia                                                                        | Amichevole                                                                      | -4                                                                              |                                                                                 |
| 2-6-2001                                                                        | Belfast                                                                         | Irlanda del Nord                                                                | 0 – 1                                                                           | Bulgaria                                                                        | Qual. Mondiali 2002                                                             | -1                                                                              |                                                                                 |
| 6-6-2001                                                                        | Teplice                                                                         | Rep. Ceca                                                                       | 3 – 1                                                                           | Irlanda del Nord                                                                | Qual. Mondiali 2002                                                             | -3                                                                              |                                                                                 |
| 1-9-2001                                                                        | Copenaghen                                                                      | Danimarca                                                                       | 1 – 1                                                                           | Irlanda del Nord                                                                | Qual. Mondiali 2002                                                             | -1                                                                              |                                                                                 |
| 5-9-2001                                                                        | Belfast                                                                         | Irlanda del Nord                                                                | 3 – 0                                                                           | Islanda                                                                         | Qual. Mondiali 2002                                                             | -                                                                               |                                                                                 |
| 6-10-2001                                                                       | Ta' Qali                                                                        | Malta                                                                           | 0 – 1                                                                           | Irlanda del Nord                                                                | Qual. Mondiali 2002                                                             | -                                                                               |                                                                                 |
| 13-2-2002                                                                       | Limassol                                                                        | Irlanda del Nord                                                                | 1 – 4                                                                           | Polonia                                                                         | Amichevole                                                                      | -4                                                                              |                                                                                 |
| 27-3-2002                                                                       | Vaduz                                                                           | Liechtenstein                                                                   | 0 – 0                                                                           | Irlanda del Nord                                                                | Amichevole                                                                      | -                                                                               | 46’                                                                             |
| 17-4-2002                                                                       | Belfast                                                                         | Irlanda del Nord                                                                | 0 – 5                                                                           | Spagna                                                                          | Amichevole                                                                      | -1                                                                              | 46’                                                                             |
| 21-8-2002                                                                       | Belfast                                                                         | Irlanda del Nord                                                                | 0 – 0                                                                           | Cipro                                                                           | Amichevole                                                                      | -                                                                               |                                                                                 |
| 12-10-2002                                                                      | Albacete                                                                        | Spagna                                                                          | 3 – 0                                                                           | Irlanda del Nord                                                                | Qual. Euro 2004                                                                 | -3                                                                              |                                                                                 |
| 16-10-2002                                                                      | Belfast                                                                         | Irlanda del Nord                                                                | 0 – 0                                                                           | Ucraina                                                                         | Qual. Euro 2004                                                                 | -                                                                               |                                                                                 |
| 12-2-2003                                                                       | Belfast                                                                         | Irlanda del Nord                                                                | 0 – 1                                                                           | Finlandia                                                                       | Amichevole                                                                      | -                                                                               | 46’                                                                             |
| 29-3-2003                                                                       | Erevan                                                                          | Armenia                                                                         | 1 – 0                                                                           | Irlanda del Nord                                                                | Qual. Euro 2004                                                                 | -1                                                                              |                                                                                 |
| 2-4-2003                                                                        | Belfast                                                                         | Irlanda del Nord                                                                | 0 – 2                                                                           | Grecia                                                                          | Qual. Euro 2004                                                                 | -2                                                                              |                                                                                 |
| 3-6-2003                                                                        | Campobasso                                                                      | Italia                                                                          | 2 – 0                                                                           | Irlanda del Nord                                                                | Amichevole                                                                      | -1                                                                              | 55’                                                                             |
| 11-6-2003                                                                       | Belfast                                                                         | Irlanda del Nord                                                                | 0 – 0                                                                           | Spagna                                                                          | Qual. Euro 2004                                                                 | -                                                                               |                                                                                 |
| 6-9-2003                                                                        | Donec'k                                                                         | Ucraina                                                                         | 0 – 0                                                                           | Irlanda del Nord                                                                | Qual. Euro 2004                                                                 | -                                                                               |                                                                                 |
| 10-9-2003                                                                       | Belfast                                                                         | Irlanda del Nord                                                                | 0 – 1                                                                           | Armenia                                                                         | Qual. Euro 2004                                                                 | -1                                                                              |                                                                                 |
| 11-10-2003                                                                      | Atene                                                                           | Grecia                                                                          | 1 – 0                                                                           | Irlanda del Nord                                                                | Qual. Euro 2004                                                                 | -1                                                                              | 13’                                                                             |
| 18-2-2004                                                                       | Belfast                                                                         | Irlanda del Nord                                                                | 1 – 4                                                                           | Norvegia                                                                        | Amichevole                                                                      | -4                                                                              |                                                                                 |
| 31-3-2004                                                                       | Tallinn                                                                         | Estonia                                                                         | 0 – 1                                                                           | Irlanda del Nord                                                                | Amichevole                                                                      | -                                                                               | Cap.                                                                            |
| 28-4-2004                                                                       | Belfast                                                                         | Irlanda del Nord                                                                | 1 – 1                                                                           | Serbia e Montenegro                                                             | Amichevole                                                                      | -1                                                                              | Cap. 46’                                                                        |
| 30-5-2004                                                                       | Waterford                                                                       | Barbados                                                                        | 1 – 1                                                                           | Irlanda del Nord                                                                | Amichevole                                                                      | -1                                                                              |                                                                                 |
| 2-6-2004                                                                        | Basseterre                                                                      | Saint Kitts e Nevis                                                             | 0 – 2                                                                           | Irlanda del Nord                                                                | Amichevole                                                                      | -                                                                               |                                                                                 |
| 6-6-2004                                                                        | Bacolet                                                                         | Trinidad e Tobago                                                               | 0 – 3                                                                           | Irlanda del Nord                                                                | Amichevole                                                                      | -                                                                               | Cap. 61’ 83’                                                                    |
| 4-9-2004                                                                        | Belfast                                                                         | Irlanda del Nord                                                                | 0 – 3                                                                           | Polonia                                                                         | Qual. Mondiali 2006                                                             | -3                                                                              |                                                                                 |
| 8-9-2004                                                                        | Cardiff                                                                         | Galles                                                                          | 2 – 2                                                                           | Irlanda del Nord                                                                | Qual. Mondiali 2006                                                             | -2                                                                              | 54’                                                                             |
| 9-10-2004                                                                       | Baku                                                                            | Azerbaigian                                                                     | 0 – 0                                                                           | Irlanda del Nord                                                                | Qual. Mondiali 2006                                                             | -                                                                               |                                                                                 |
| 9-2-2005                                                                        | Belfast                                                                         | Irlanda del Nord                                                                | 0 – 1                                                                           | Canada                                                                          | Amichevole                                                                      | -1                                                                              | 46’                                                                             |
| 26-3-2005                                                                       | Manchester                                                                      | Inghilterra                                                                     | 4 – 0                                                                           | Irlanda del Nord                                                                | Qual. Mondiali 2006                                                             | -4                                                                              |                                                                                 |
| 30-3-2005                                                                       | Varsavia                                                                        | Polonia                                                                         | 1 – 0                                                                           | Irlanda del Nord                                                                | Qual. Mondiali 2006                                                             | -1                                                                              |                                                                                 |
| 4-6-2005                                                                        | Belfast                                                                         | Irlanda del Nord                                                                | 1 – 4                                                                           | Germania                                                                        | Amichevole                                                                      | -3                                                                              | 77’                                                                             |
| 17-8-2005                                                                       | Ta' Qali                                                                        | Malta                                                                           | 1 – 1                                                                           | Irlanda del Nord                                                                | Amichevole                                                                      | -1                                                                              |                                                                                 |
| 3-9-2005                                                                        | Belfast                                                                         | Irlanda del Nord                                                                | 2 – 0                                                                           | Azerbaigian                                                                     | Qual. Mondiali 2006                                                             | -                                                                               |                                                                                 |
| 7-9-2005                                                                        | Belfast                                                                         | Irlanda del Nord                                                                | 1 – 0                                                                           | Inghilterra                                                                     | Qual. Mondiali 2006                                                             | -                                                                               |                                                                                 |
| 8-10-2005                                                                       | Belfast                                                                         | Irlanda del Nord                                                                | 2 – 3                                                                           | Galles                                                                          | Qual. Mondiali 2006                                                             | -3                                                                              | cap.                                                                            |
| 12-10-2005                                                                      | Vienna                                                                          | Austria                                                                         | 2 – 0                                                                           | Irlanda del Nord                                                                | Qual. Mondiali 2006                                                             | -                                                                               | cap.                                                                            |
| 15-11-2005                                                                      | Belfast                                                                         | Irlanda del Nord                                                                | 1 – 1                                                                           | Portogallo                                                                      | Amichevole                                                                      | -1                                                                              | cap.                                                                            |
| 1-3-2006                                                                        | Belfast                                                                         | Irlanda del Nord                                                                | 1 – 0                                                                           | Estonia                                                                         | Amichevole                                                                      | -                                                                               | cap.                                                                            |
| 16-8-2006                                                                       | Helsinki                                                                        | Finlandia                                                                       | 1 – 2                                                                           | Irlanda del Nord                                                                | Amichevole                                                                      | -                                                                               | 46’                                                                             |
| 2-9-2006                                                                        | Belfast                                                                         | Irlanda del Nord                                                                | 0 – 3                                                                           | Islanda                                                                         | Qual. Euro 2008                                                                 | -3                                                                              |                                                                                 |
| 6-9-2006                                                                        | Belfast                                                                         | Irlanda del Nord                                                                | 3 – 2                                                                           | Spagna                                                                          | Qual. Euro 2008                                                                 | -2                                                                              | 12’                                                                             |
| 7-10-2006                                                                       | Copenaghen                                                                      | Danimarca                                                                       | 0 – 0                                                                           | Irlanda del Nord                                                                | Qual. Euro 2008                                                                 | -                                                                               | 10’                                                                             |
| 11-10-2006                                                                      | Belfast                                                                         | Irlanda del Nord                                                                | 1 – 0                                                                           | Lettonia                                                                        | Qual. Euro 2008                                                                 | -                                                                               |                                                                                 |
| 6-2-2007                                                                        | Belfast                                                                         | Irlanda del Nord                                                                | 0 – 0                                                                           | Galles                                                                          | Amichevole                                                                      | -                                                                               | 46’                                                                             |
| 24-3-2007                                                                       | Vaduz                                                                           | Liechtenstein                                                                   | 1 – 4                                                                           | Irlanda del Nord                                                                | Qual. Euro 2008                                                                 | -1                                                                              |                                                                                 |
| 28-3-2007                                                                       | Belfast                                                                         | Irlanda del Nord                                                                | 2 – 1                                                                           | Svezia                                                                          | Qual. Euro 2008                                                                 | -1                                                                              |                                                                                 |
| 22-8-2007                                                                       | Belfast                                                                         | Irlanda del Nord                                                                | 3 – 1                                                                           | Liechtenstein                                                                   | Qual. Euro 2008                                                                 | -1                                                                              |                                                                                 |
| 8-9-2007                                                                        | Riga                                                                            | Lettonia                                                                        | 1 – 0                                                                           | Irlanda del Nord                                                                | Qual. Euro 2008                                                                 | -1                                                                              |                                                                                 |
| 12-9-2007                                                                       | Reykjavík                                                                       | Islanda                                                                         | 2 – 1                                                                           | Irlanda del Nord                                                                | Qual. Euro 2008                                                                 | -2                                                                              |                                                                                 |
| 17-10-2007                                                                      | Stoccolma                                                                       | Svezia                                                                          | 1 – 1                                                                           | Irlanda del Nord                                                                | Qual. Euro 2008                                                                 | -1                                                                              |                                                                                 |
| 17-11-2007                                                                      | Belfast                                                                         | Irlanda del Nord                                                                | 2 – 1                                                                           | Danimarca                                                                       | Qual. Euro 2008                                                                 | -1                                                                              |                                                                                 |
| 21-11-2007                                                                      | Las Palmas                                                                      | Spagna                                                                          | 1 – 0                                                                           | Irlanda del Nord                                                                | Qual. Euro 2008                                                                 | -1                                                                              |                                                                                 |
| 6-2-2008                                                                        | Belfast                                                                         | Irlanda del Nord                                                                | 0 – 1                                                                           | Bulgaria                                                                        | Amichevole                                                                      | -1                                                                              | 83’                                                                             |
| 26-3-2008                                                                       | Belfast                                                                         | Irlanda del Nord                                                                | 4 – 1                                                                           | Georgia                                                                         | Amichevole                                                                      | -1                                                                              | 80’                                                                             |
| 20-8-2008                                                                       | Glasgow                                                                         | Scozia                                                                          | 0 – 0                                                                           | Irlanda del Nord                                                                | Amichevole                                                                      | -                                                                               | cap.                                                                            |
| 6-9-2008                                                                        | Bratislava                                                                      | Slovacchia                                                                      | 2 – 1                                                                           | Irlanda del Nord                                                                | Qual. Mondiali 2010                                                             | -2                                                                              |                                                                                 |
| 10-9-2008                                                                       | Belfast                                                                         | Irlanda del Nord                                                                | 0 – 0                                                                           | Rep. Ceca                                                                       | Qual. Mondiali 2010                                                             | -                                                                               |                                                                                 |
| 11-10-2008                                                                      | Maribor                                                                         | Slovenia                                                                        | 2 – 0                                                                           | Irlanda del Nord                                                                | Qual. Mondiali 2010                                                             | -2                                                                              |                                                                                 |
| 15-10-2008                                                                      | Belfast                                                                         | Irlanda del Nord                                                                | 4 – 0                                                                           | San Marino                                                                      | Qual. Mondiali 2010                                                             | -                                                                               |                                                                                 |
| 19-11-2008                                                                      | Belfast                                                                         | Irlanda del Nord                                                                | 0 – 2                                                                           | Ungheria                                                                        | Amichevole                                                                      | -                                                                               | Cap. 46’                                                                        |
| 11-2-2009                                                                       | Serravalle                                                                      | San Marino                                                                      | 0 – 3                                                                           | Irlanda del Nord                                                                | Qual. Mondiali 2010                                                             | -                                                                               | Cap. 80’                                                                        |
| 28-3-2009                                                                       | Belfast                                                                         | Irlanda del Nord                                                                | 3 – 2                                                                           | Polonia                                                                         | Qual. Mondiali 2010                                                             | -2                                                                              |                                                                                 |
| 1-4-2009                                                                        | Belfast                                                                         | Irlanda del Nord                                                                | 1 – 0                                                                           | Slovenia                                                                        | Qual. Mondiali 2010                                                             | -                                                                               |                                                                                 |
| 12-8-2009                                                                       | Belfast                                                                         | Irlanda del Nord                                                                | 1 – 1                                                                           | Israele                                                                         | Amichevole                                                                      | -1                                                                              | 46’                                                                             |
| 5-9-2009                                                                        | Chorzów                                                                         | Polonia                                                                         | 1 – 1                                                                           | Irlanda del Nord                                                                | Qual. Mondiali 2010                                                             | -1                                                                              |                                                                                 |
| 9-9-2009                                                                        | Belfast                                                                         | Irlanda del Nord                                                                | 0 – 2                                                                           | Slovacchia                                                                      | Qual. Mondiali 2010                                                             | -2                                                                              |                                                                                 |
| 14-10-2009                                                                      | Praga                                                                           | Rep. Ceca                                                                       | 0 – 0                                                                           | Irlanda del Nord                                                                | Qual. Mondiali 2010                                                             | -                                                                               |                                                                                 |
| 14-11-2009                                                                      | Belfast                                                                         | Irlanda del Nord                                                                | 0 – 1                                                                           | Serbia                                                                          | Amichevole                                                                      | -1                                                                              | 77’                                                                             |
| 3-3-2010                                                                        | Tirana                                                                          | Albania                                                                         | 1 – 0                                                                           | Irlanda del Nord                                                                | Amichevole                                                                      | -1                                                                              | Cap. 72’                                                                        |
| 11-8-2010                                                                       | Podgorica                                                                       | Montenegro                                                                      | 2 – 0                                                                           | Irlanda del Nord                                                                | Amichevole                                                                      | -2                                                                              |                                                                                 |
| 3-9-2010                                                                        | Maribor                                                                         | Slovenia                                                                        | 0 – 1                                                                           | Irlanda del Nord                                                                | Qual. Euro 2012                                                                 | -                                                                               |                                                                                 |
| 8-10-2010                                                                       | Belfast                                                                         | Irlanda del Nord                                                                | 0 – 0                                                                           | Italia                                                                          | Qual. Euro 2012                                                                 | -                                                                               |                                                                                 |
| 12-10-2010                                                                      | Toftir                                                                          | Fær Øer                                                                         | 1 – 1                                                                           | Irlanda del Nord                                                                | Qual. Euro 2012                                                                 | -1                                                                              |                                                                                 |
| 11-10-2011                                                                      | Pescara                                                                         | Italia                                                                          | 3 – 0                                                                           | Irlanda del Nord                                                                | Qual. Euro 2012                                                                 | -3                                                                              | Cap.                                                                            |
| Totale                                                                          |                                                                                 | Presenze (8º posto)                                                             | 88                                                                              |                                                                                 | Reti                                                                            | -101                                                                            |                                                                                 |

## Palmarès
- Coppa di Lega inglese: 1

Birmingham City: 2010-2011